# Meurtre de Junko Furuta
 (mai 2010).
Si vous disposez d'ouvrages ou d'articles de référence ou si vous connaissez des sites web de qualité traitant du thème abordé ici, merci de compléter l'article en donnant les références utiles à sa vérifiabilité et en les liant à la section « Notes et références ».
Le Meurtre de Junko Furuta est une affaire criminelle de la fin des années 1980 dans laquelle une Japonaise, Junko Furuta (古田順子, Furuta Junko), âgée de 17
ans au moment des faits, est enlevée, violée, torturée et assassinée. 
Le crime est principalement perpétré par quatre garçons mineurs proches des milieux yakuzas, Hiroshi Miyano (宮野 裕史), Jō Ogura (小倉 譲), Shinji Minato (湊 伸治) et Yasushi Watanabe (渡邊 恭史), mais de nombreuses personnes, principalement des amis de ces derniers, avaient connaissance de ces actes ou y ont contribué.

## Crime
Junko Furuta est née à Misato, dans la préfecture de Saitama. Adolescente, elle fréquente le lycée de Yashio-Minami. Avant son enlèvement, elle avait accepté un emploi dans un magasin d'électronique, où elle prévoyait de travailler après avoir obtenu son diplôme. Junko Furuta est décrite comme une élève sérieuse, avec d'excellentes notes et des absences très rares. Elle travaillait à temps partiel dans une usine de moulage de plastique deux fois par semaine depuis octobre 1988 pour économiser de l'argent en prévision d'un voyage de fin d'études.
Le 25 novembre 1988, deux jeunes hommes, Hiroshi Miyano et Shinji Minato, rôdent à Misato dans le but d'enlever et de violer une jeune fille. À 20 h 30, ils aperçoivent Junko Furuta rentrer à vélo de l'usine où elle travaille. Minato, sous les ordres de Miyano, fait tomber la jeune fille à vélo et s'enfuit, laissant son ami lui porter assistance en prétendant passer par hasard, et lui propose de la raccompagner chez elle. Junko Furuta accepte mais Miyano la mène dans un entrepôt et la viole une première fois en lui révélant qu'il faisait partie des yakuzas. Il l'emmène ensuite à l'hôtel, la viole une seconde fois puis téléphone à ses amis. Vers trois heures du matin, il part au parc avec elle, où les trois autres garçons les rejoignent. Ils cherchent dans les papiers de la jeune fille, trouvent son adresse et l'effrayent en lui disant que si elle essaye de s'échapper, ils enverront des yakuzas tuer sa famille. Finalement, ils s'installent à Ayase, quartier d'Adachi, dans la maison des parents de Minato. Comme les parents de Junko avaient signalé la disparition de leur fille à la police, Miyano force Furuta à les appeler et à leur faire croire à une fugue, prétendant qu'elle était avec un « ami » et qu'elle était en sécurité, ce qui provoque l'abandon des recherches. Furuta essaya de s'échapper à plusieurs reprises, suppliant les parents de Minato de l'aider, mais ni ceux-ci, terrorisés par Miyano et leur propre fils, ni le frère de Minato, ne prévinrent la police.
Furuta est séquestrée dans la résidence des Minato pendant 40 jours, période durant laquelle elle est violée et torturée par les quatre garçons et de nombreuses autres personnes, parmi lesquelles des relations yakuzas de Miyano,,. Durant sa séquestration, les quatre garçons la battent, l'affament, la suspendent au plafond et l'utilisent comme « sac de frappe », la forcent à manger des cafards vivants et à boire sa propre urine, à se masturber devant eux et à danser et à chanter des chansons tout en étant battue. Ils lui insèrent également des objets étrangers, dont une ampoule allumée et un feu d'artifice, dans le vagin et l'anus. Ils lui brûlent le vagin et le clitoris avec des cigarettes et des briquets, lui arrachent le mamelon gauche avec des pinces et lui percent ses seins avec des aiguilles à coudre. Lorsque Furuta s'évanouit à cause de la douleur, ils lui plongent la tête dans un seau d'eau afin de lui faire reprendre conscience et de continuer à la torturer,,. 
 (avril 2021).
Certains des complices sont officiellement identifiés, dont Tetsuo Nakamura et Koichi Ihara, qui sont accusés de viol après que leur ADN a été retrouvé sur et à l'intérieur du corps de la victime. Ihara aurait été victime d'intimidation pour violer Furuta. Après avoir quitté la maison des Minato, celui-ci raconte l'incident à son frère qui informe leurs parents. Ces derniers contactent la police qui se rend chez les Minato ; cependant, ils déclinent l'invitation d'entrer dans la maison, estimant que la proposition à elle seule était une preuve suffisante qu'il ne s'y passait rien de répréhensible. Les deux officiers sont renvoyés pour ne pas avoir suivi la procédure.
En décembre, Furuta parvient à contacter la police au téléphone mais Miyano prétexte une erreur lorsque celle-ci rappelle. Les tortures s'intensifient alors et les ravisseurs aspergent les pieds et les jambes de Furuta d'essence à briquet avant d'y mettre le feu. Ils introduisent également une grande bouteille dans son anus, provoquant de graves saignements. Ils l'incendient de nouveau après qu'elle soit prise de convulsions en pensant qu'elle simulait ces crises. Furuta les supplie à plusieurs reprises de mettre fin à ses souffrances, ce que les garçons refusent. Ils la forcent à dormir dehors sur le balcon pendant l'hiver et l'enferment dans un congélateur. L'un des ravisseurs déclare au tribunal que ses mains et ses jambes étaient si gravement endommagées qu'il lui fallait plus d'une heure pour se traîner en bas jusqu'aux toilettes. En raison de la gravité de ses blessures, elle perd finalement le contrôle de sa vessie et de ses intestins et vomit l'eau ou la nourriture qu'elle tente d'absorber, ce qui donne lieu à de nouvelles tortures.
Après ces traitements, Junko devient totalement méconnaissable, son nez éclaté tellement empli de sang qu'elle ne peut respirer que par la bouche, et ses plaies infectées étaient purulentes et sentaient la pourriture. Les garçons perdent alors tout intérêt sexuel pour elle et kidnappent une jeune fille de 19 ans qu'ils violent et laissent repartir.
Le 4 janvier 1989, après avoir perdu une partie de mah-jong, les quatre garçons la battent pendant près de deux heures avec une barre de fer et brûlent ses paupières avec de la cire chaude. Ils la font se tenir debout et lui frappent les pieds avec un bâton, ce qui la fait chuter sur une chaîne stéréo et tomber dans une crise de convulsions. Comme elle saigne abondamment et que du pus s'échappe de ses brûlures infectées, les quatre garçons se couvrent les mains de sacs en plastique et continuent de la battre. Ils laissent tomber des haltères sur son ventre puis recouvrent son corps d'un liquide combustible avant de l'enflammer. Elle trouve la mort plus tard dans la journée.
Moins de vingt-quatre heures après, le frère de Nobuharu Minato appelle ce dernier pour lui dire que Furuta semble morte. Craignant d'être arrêté pour meurtre, le groupe enveloppe son corps dans des couvertures et le transporte dans un sac de voyage. Ils le cachent ensuite dans un bidon qu'ils remplissent de béton. Vers 20 h, ils enterrent le container dans un trou recouvert de terre à Kōtō.
Le 23 janvier 1989, Hiroshi Miyano et Jō Ogura sont arrêtés pour le viol collectif de la femme de 19 ans qu'ils avaient enlevée en décembre. Le 29 mars, deux policiers se présentent pour les interroger, des sous-vêtements de femmes ayant été retrouvés à leur adresse. Lors de l'interrogatoire, l'un des policiers fait croire à Miyano que la police est au courant qu'il a commis un meurtre. Pensant que Jō Ogura avait avoué les crimes contre Furuta, Miyano dit à la police où trouver le corps de Furuta. La police a d'abord été intriguée par les aveux, car elle faisait référence au meurtre d'une autre femme et de son fils de sept ans survenu neuf jours avant l'enlèvement de Furuta. Cette affaire reste non résolue à ce jour[réf. nécessaire]. La police trouve le baril contenant le corps de Furuta, identifié par ses empreintes, le jour suivant. Le 1er avril 1989, Jō Ogura est arrêté pour une autre agression sexuelle, puis arrêté à nouveau pour le meurtre de Furuta, suivi par l'arrestation de Yasushi Watanabe, Nobuharu Minato et le frère de Minato.

## Jugement
Les quatre garçons sont arrêtés et jugés en tant qu'adultes ; cependant, suivant les procédures japonaises concernant les crimes commis par des mineurs, leur identité n'est pas révélée par le tribunal. Ils sont désignés en tant que « Garçon A » pour Hiroshi Miyano, « Garçon B » pour Yuzuru Ogura, « Garçon C » pour Shinji Minato et « Garçon D » pour Yasushi Watanabe. Cependant, les journalistes du Shukan Bunshun retrouvent et publient l'identité des quatre garçons. Les accusés plaident coupable pour la charge réduite d'avoir « commis des blessures corporelles ayant causé la mort », plutôt qu'un meurtre.
En juillet 1990, un tribunal de première instance condamne Hiroshi Miyano, le chef présumé du crime, à 17 ans de prison. Il fait appel de sa sentence, mais le juge de la Haute Cour de Tokyo Ryūji Yanase le condamne à trois ans de prison supplémentaires. Cette peine de 20 ans est la deuxième plus élevée prononcée au Japon avant la prison à vie,. Il avait 18 ans au moment du meurtre. La mère de Miyano aurait envoyé aux parents de Furuta 50 millions de yens après avoir vendu la maison familiale. Miyano est libéré sur parole en 2009. Il est de nouveau arrêté en 2013 pour soupçons de fraude mais relâché faute de preuves[réf. nécessaire].
Pour sa participation au crime, Jō Ogura fait 8 ans de prison juvénile avant d'être relâché, en août 1999. Il change alors de nom pour celui de Jō Kamisaku. En juillet 2004, il est arrêté pour avoir agressé une connaissance, qu'il pensait être en train d'éloigner sa petite amie de lui. Kamisaku est condamné à 7 ans de prison pour le passage à tabac. Sa mère a vandalisé et souillé la tombe de Junko Furuta, déclarant que cette dernière avait ruiné la vie de son fils.
Minato Nobuharu, qui avait été condamné à l'origine à une peine de quatre à six ans, est de nouveau condamné à cinq à neuf ans par le juge Ryūji Yanase en appel,. Il avait 16 ans au moment du meurtre. Les parents et le frère de Minato n'ont pas été inculpés. Les parents de Furuta, consternés par les peines modérées prononcées contre les assassins de leur fille, gagnent un procès civil contre les parents de Nobuharu Minato, au domicile duquel les crimes ont été commis. Après sa libération, Minato emménage chez sa mère. En 2018, Minato est arrêté à nouveau pour tentative de meurtre après avoir battu un homme de 32 ans avec une barre de métal et lui avoir tranché la gorge avec un couteau,.

## Média
- L'affaire fit l'objet d'une attention nationale envers les jugements et la réhabilitation des délinquants juvéniles, surtout dans le contexte de jeunes jugés en tant qu'adultes, et fit sensation dans les médias.

- Un film d'exploitation, Joshikōsei konkurīto-zume satsujin-jiken (女子高生コンクリート詰め殺人事件 : Concrete-Encased High School Girl Murder Case), fut tourné par le réalisateur Katsuya Matsumura en 1995. Yujin Kitagawa (plus tard membre du duo musical Yuzu) joua le rôle du principal coupable dans le film. Un autre film, Concrete (コンクリート , alias Schoolgirl in Cement), mis en scène par Hiromu Nakamura, fut tourné en 2004 et basé sur l'un des livres écrits sur l'incident, puis un autre, Shônen no hanzai, fondé sur l'affaire.

- La série de mangas 17 ans, Une chronique du mal (17歳。, Jūnana-sai., « 17 ans ») de Seiji Fujii, publié en 2004 au Japon et en 2020 en France, s'inspire grandement de ce fait divers.

- En 2006, le groupe de visual kei japonais the GazettE sortit une chanson sur leur album NIL, appelée Taion/体温 (Température corporelle) ; la chanson est un hommage à la jeune fille.

- Les Histoires vraies modernes du bizarre de Waita Uziga reprennent cette histoire dans le chapitre L'Étudiante dans le Béton.

- Le tome 3 du manga Reversible Man, écrit par D. Natakani, s'inspire grandement de cette affaire.

- La musique 44 days de Mr.Kitty (de) incluse dans l'album Eternity raconte l'histoire de Furuta.

- La liste des titres de l'album Don't Be Afraid Of Dying de Sewerslvt (pt)[14] est un acrostiche de « Junko Furuta », en hommage à cette dernière.